# Nigel Barker
Nigel Chase Barker (Petersham, Sydney, 26 de febrer de 1883 - Sydney, 31 de juliol de 1948) va ser un atleta i jugador de rugbi australià que va competir a començaments del segle xx. És considerat el primer atleta australià en aconseguir un rècord del món, en 400 iardes, i guanyà dues medalles olímpiques.
Nascut a Sydney, estudià al Newington College (1895-1901) i a la Universitat de Sydney. Jugà a rugbi amb la selecció de Nova Gal·les del Sud. El 1904 fou seleccionat per prendre part en els Jocs de St Louis, però una lesió al turmell jugant a rugbi impedí la seva presència.
El 1906 va prendre part en els Jocs Olímpics disputats a Atenes. En ells guanyà dues medalles de bronze en les proves dels 100 i 400 metres llisos.